# Les Ombres chinoises
Pour plus de détails, voir Fiche technique et Distribution.
Les Ombres chinoises est un film muet français réalisé par Segundo de Chomón et sorti en 1908.

## Fiche technique
- Titre : Les Ombres chinoises
- Réalisateur : Segundo de Chomón
- Scénariste : Segundo de Chomón
- Société de Production :  Pathé Frères
- Pays d'origine :  France
- Durée : 3 minutes

## Distribution
- Julienne Mathieu